# Jaurès
Jaurès - stacja 2, 5 i 7 bis linii metra w Paryżu. Znajduje się na pograniczu 10. i 19. dzielnicy Paryża.  Na linii 2 stacja została otwarta 23 lutego 1903, na linii 5 - 12 października 1942, a na linii 7 bis - 18 stycznia 1911 (w 1911 stacja należała do linii nr 7, ale w 1967 r. została oddzielona i powstała linia 7 bis).